# Cieutat
Cieutat là một xã thuộc tỉnh Hautes-Pyrénées trong vùng Occitanie tây nam nước Pháp. Xã này nằm ở khu vực có độ cao trung bình 584 mét trên mực nước biển.
Theo điều tra dân số năm 1999 của INSEE có dân số 518 người.